# Stadtlohner Riemchen

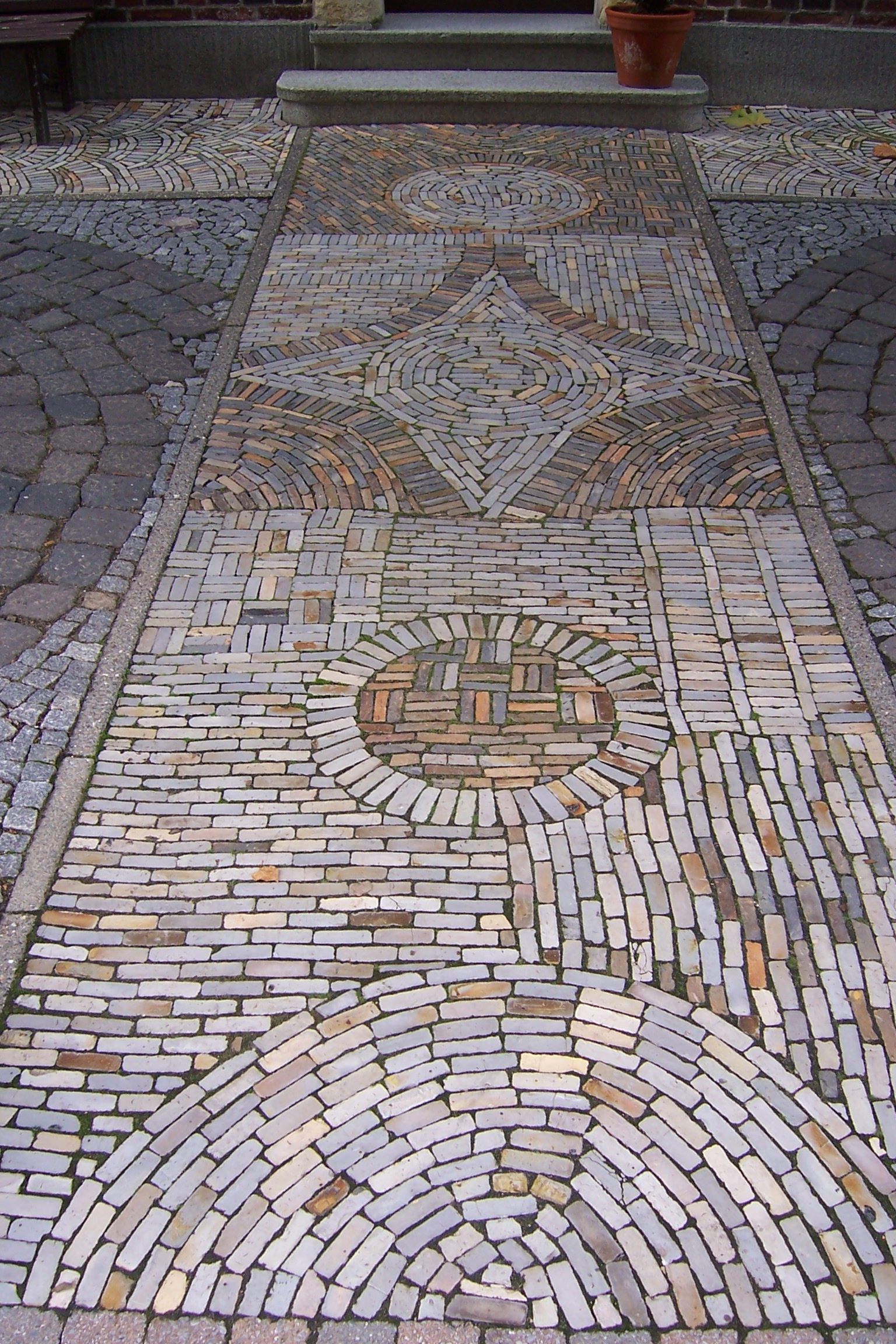
Riemchen vor dem Heimathaus in Holtwick, Kreis Coesfeld, Nordrhein-Westfalen

Als Stadtlohner Riemchen bezeichnet man einen Boden- bzw. auch Wandbelag aus gebranntem Ton, der aus den Stapelhilfen des Töpferhandwerks, welche sich nur einmal verwenden ließen, besteht. Sie waren als Abfallprodukt aus den Brennöfen ein preiswerter Ersatz für teureren Bodenbelag wie beispielsweise Sandsteinplatten. Verbreitet ist/war diese Art von Bodenbelag überwiegend in älteren Häusern des Westmünsterlandes, in Einzelfällen sogar in späteren Bauten oder Neubauten. Andere Bezeichnungen lauten Stadtlohner Steenkes, Plässkes oder Esterkes (Vreden). Ihre Größe variierte im Lauf der Zeit, seit etwa 1900 sind Maße von 10 cm × 3,5 cm × 2,5 cm gebräuchlich. In Stadtlohn werden Riemchen noch hergestellt, das heißt, sie sind nicht mehr ausschließlich Abfallprodukt von Töpfereien. Die Farbe dieser Riemchen ist grau, gelbliche bis rötliche Verfärbungen kommen vor.
Riemchen verwendete man in Küchen oder auf den Tennen und im Zusammenhang mit dem Herdfeuer (ebenso als Wandschmuck), bisweilen auch im Außenbereich als Befestigung des Weges von der Straße bis zur Haustür.
Üblich war eine Verlegung mit der glasierten Schmalseite nach oben im Fischgrätenmuster oder eine Kombination mit anderen Materialien wie Kieselsteinen, Böden zerbrochener Irdenware oder deren wulstige Ränder. Dann erstellte man damit sogar kunstvolle Muster unter Umständen mit Initialen der Erbauer und/oder Angabe des Erbauungsjahres.

## Quelle und Literatur
- Wilhelm Elling: Steinzeug aus Stadtlohn und Vreden. Herausgeber: Kreis Borken, Druck: Rehmsdruck GmbH Borken 1994, ISBN 3-927851-69-8